# Amphekes
Amphekes é um gênero de traça pertencente à família Arctiidae.

## Espécies
- Amphekes gymna Collenette, 1935